# William Sellers
William Sellers (Upper Darby, 1824 – Filadelfia, 1905) è stato un ingegnere statunitense.
Esperto di costruzioni metalliche, nel 1864 propose un metodo di filettatura della vite, che divenne presto noto a livello mondiale.